# Dobrochy, Tỉnh West Pomeranian
Dobrochy [dɔˈbrɔxɨ] (tiếng Đức: Marienhof)  là một khu định cư ở khu hành chính của Gmina Tychowo, thuộc quận Białogard, West Pomeranian Voivodeship, ở phía tây bắc Ba Lan. Nó nằm khoảng 3 kilômét (2 mi)   phía bắc Tychowo, 20 km (12 mi) phía đông Białogard và 126 km (78 mi) về phía đông bắc của thủ đô khu vực Szczecin.
Trước năm 1945, khu vực này là một phần của Đức. Đối với lịch sử của khu vực, xem Lịch sử của Pomerania.